# Debbie Dunn
Debbie Dunn (26 maart 1978) is een Amerikaanse sprintster, die gespecialiseerd is in de 400 m. Haar grootste prestaties boekte ze op de 4 x 400 m estafette. In 2004 wisselde ze haar nationaliteit van Jamaicaanse tot Amerikaanse. Ze veroverde drie wereldtitels, waarvan twee op de 4 x 400 m.

## Biografie

### Eerste eremetaal en wereldtitel
In 2006 won Dunn op de wereldindoorkampioenschappen in Moskou de zilveren medaille op de 4 x 400 m als lid van het Amerikaanse estafetteteam. Op de Pan-Amerikaanse Spelen van 2007 in Rio de Janeiro behaalde zij op ditzelfde nummer een bronzen medaille en werd ze daarnaast achtste op de individuele 400 m.
De eerste van haar drie wereldtitels tot nu toe veroverde Debbie Dunn op de wereldkampioenschappen in 2009. In Berlijn kwam zij op de 4 x 400 m samen met Allyson Felix, Lashinda Demus en Sanya Richards met ruime voorsprong op de ploegen van Jamaica en Rusland over de finish in de beste jaartijd van 3.17,33. Op de individuele 400 m, waaraan Debbie Dunn eveneens deelnam, werd zij in 50,35 s zesde. Eerder was zij in de halve finale met een tijd van 49,95 voor de eerste keer in haar loopbaan onder de 50 seconden gebleven.

### Tweemaal wereldkampioene in één toernooi
Een jaar later kwam Dunn als wereldranglijstaanvoerster met 50,86 naar Doha voor de wereldindoorkampioenschappen. In de hoofdstad van Qatar voldeed zij volledig aan de verwachtingen. Allereerst doorbrak zij de heerschappij van Rusland op de individuele 400 m door dit nummer overtuigend te winnen in 51,04. Geen moment liet de Amerikaanse zich na de start van de finalerace van de kop verdringen, zelfs niet toen Tatyana Firova haar, in een poging om haar te passeren, aantikte en beide atletes even hun balans verloren.
Vervolgens speelde Dunn ook een voorname rol op de 4 x 400 m estafette. Het Amerikaanse team had zich ten doel gesteld om ook op dit onderdeel de Russische hegemonie te doorbreken. De Russinnen hadden in dit toernooi op dit atletiekonderdeel sinds 1995 de dienst uitgemaakt en aan die overheersing wilde het Amerikaanse viertal, dat verder bestond uit DeeDee Trotter, Natasha Hastings en Allyson Felix, paal en perk stellen. Die opzet lukte. De als eerste gestarte Debbie Dunn plaatste in haar estafettedeel de Amerikaanse ploeg direct aan de kop van het veld, waarna de andere drie het werk afmaakten. Het Amerikaanse viertal snelde naar 3.27,25 en was daarmee 0,19 seconden te sterk voor de Russische ploeg. Het was overigens de eerste gouden plak ooit van Amerika op dit onderdeel.

### Onopvallend jaar
In 2011 beleefde Debbie Dunn een vrij onopvallend seizoen. Ze boekte enkele goede resultaten op wedstrijden die behoorden tot de IAAF Diamond League serie en werd derde op de 400 m bij de Amerikaanse kampioenschappen. Op de wereldkampioenschappen in Daegu liet zij zich echter niet zien.

### Schorsing
In juli 2012 maakte het antidopingagentschap Usada bekend, dat Debbie Dunn positief had getest op het gebruik van steroïden. Dunn werd op grond hiervan met ingang van 1 augustus 2012 voor de periode van twee jaar geschorst. Ook werden al haar uitslagen vanaf de olympische trials op 22 juni 2012 geschrapt. De Amerikaanse had toen al besloten om zich terug te trekken als lid van de estafetteploeg voor de Olympische Spelen in Londen, om zo haar ploeggenotes niet in verlegenheid te brengen.

## Titels
- Wereldindoorkampioene 400 m - 2010
- Wereldkampioene 4 x 400 m - 2009
- Wereldindoorkampioene 4 x 400 m - 2010
- Amerikaans kampioene 400 m - 2010
- Amerikaans indoorkampioene 400 m - 2010

## Persoonlijke records
Outdoor
| Onderdeel | Prestatie | Datum            | Plaats     |
| --------- | --------- | ---------------- | ---------- |
| 200 m     | 22,73 s   | 6 september 2009 | Rieti      |
| 400 m     | 49,64 s   | 26 juni 2010     | Des Moines |

Indoor
| Onderdeel | Prestatie | Datum            | Plaats        |
| --------- | --------- | ---------------- | ------------- |
| 200 m     | 23,22 s   | 10 maart 2000    | Fayetteville  |
| 400 m     | 50,86 s   | 28 februari 2010 | Albuquerque   |
| 500 m     | 1.09,56   | 27 januari 2007  | State College |

## Palmares

### 400 m
Kampioenschappen
- 2007: 8e Pan-Amerikaanse Spelen - 52,97 s
- 2009: 6e WK - 50,35 s
- 2010:  WK indoor - 51,04 s
- 2010:  IAAF/VTB Bank Continental Cup - 50,21 s
- 2011:  Amerikaanse kamp. - 50,70 s

Diamond League-podiumplekken
- 2010:  Bislett Games – 50,75 s
- 2010:  Athletissima – 49,81 s
- 2010:  British Grand Prix – 50,66 s
- 2010:  DN Galan – 50,59 s
- 2010:  Aviva London Grand Prix – 50,89 s
- 2010:  Weltklasse Zürich – 50,57 s
- 2011:  Prefontaine Classic – 51,37 s
- 2012:  Bislett Games – 51,22 s

### 4  x 400 m estafette
- 2006:  WK indoor - 3.28,63
- 2007:  Pan-Amerikaanse Spelen - 3.27,84
- 2009:  WK - 3.17,83
- 2010:  WK indoor - 3.27,34

1983: Walther, Busch, Koch, Rübsam ·
1987: Neubauer, Emmelmann, Schersing, Busch ·
1991: Ledovskaja, Dzjigalova, Nazarova, Bryzgina ·
1993: Torrence, Malone-Wallace, Kaiser-Brown, Miles-Clark ·
1995: Graham, Stevens, Jones, Miles-Clark ·
1997: Feller, Rohländer, Rücker, Breuer ·
1999: Tsjebykina, Gontsjarenko, Kotljarova, Nazarova ·
2001: Richards, Scott, Parris, Fenton ·
2003: Barber, Washington, Richards, Miles-Clark ·
2005: Petsjonkina, Krasnomovets, Antjoech, Pospelova ·
2007: Trotter, Felix, Wineberg, Richards ·
2009: Dunn, Felix, Demus, Richards ·
2011: Richards-Ross, Felix, Beard, McCorory ·
2013: Goesjtsjina, Firova, Ryzjova, Krivosjapka ·
2015: Day, Jackson, McPherson, Williams-Mills ·
2017: Hayes, Felix, Wimbley, Francis ·
2019: Francis, McLaughlin, Muhammad, Jonathas ·
2022: Diggs, Steiner, Wilson, McLaughlin ·
2023: Saalberg, Klaver, Peeters, Bol